# 테하림
테하림은 2018년 싱글 《주님의 사랑》으로 데뷔한 대한민국의 음악 그룹이다.

## 방송
- 가스펠스타C 7 (2017) - Top11

## 음반
- 가스펠스타C 시즌7 (2017)
- 주님의 사랑 (2018)